# Dollaro Flowing Hair
Il dollaro Flowing Hair (traducibile in dollaro capelli fluenti) è stato il primo dollaro emesso dal governo federale degli Stati Uniti d'America. Il dollaro fu coniato nel 1794 e nel 1795; le sue dimensioni e il suo peso sono stati presi dal dollaro spagnolo, moneta piuttosto comune in America.
Nel 1791, dopo una proposta di Alexander Hamilton, il Congresso varò una risoluzione congiunta per costituire la zecca nazionale. Successivamente, nel suo terzo discorso sullo stato dell'Unione, il presidente George Washington sollecitò il congresso a iniziare la costruzione, che partirà con il Coinage Act del 1792 (anche se la prima coniazione partirà nel 1794). Il dollaro Flowing Hair iniziò a essere coniato dal 1794, fino all'ottobre del 1795 (con la tiratura di circa 160 295 monete) quando fu soppiantato dal dollaro Draped Bust.
IL 24 gennaio 2013, un esemplare del dollaro Flowing Hair del 1794 fu venduto alla cifra di 10 016 875$